# Wadi Rum
Wadi Rum (arapski: وادي رم‎), poznato i kao Dolina mjeseca (وادي القمر‎), područje je u južnom Jordanu, 60 km od Akabe, u blizini granice sa Saudijskom Arabijom u kojemu se nalaze različiti pustinjski krajolici s lepezom uskih klanaca, prirodnih lukova, vrtoglavih litica,klizišta i špilja. Petroglifi, natpisi i arheološki ostaci pronađeni na ovom području svjedoče o 12.000 godina ljudske naseljenosti i međudjelovanju s prirodom. 
Naziv Wadi Rum vjerojatno potječe od arapske riječi wadi (uadi) što znači "dolina" i aramejskog korijena rum, što znači "uzdignuta" ili "visoka". Najviša točka mu je planina Um Dami visoka 1800 metara.
Posebno je vrijedno njegovih 25.000 rezbarija i 20.000 natpisa u stijenama zahvaljujući kojima se može pratiti evolucija ljudske misli i rani razvoj pisma. Ovaj lokalitet također svjedoči o evoluciji stočarskog, poljoprivrednog i urbanog života ljudi u ovom području. Zbog toga je Wadi Rum upisan na UNESCO-ov popis mjesta svjetske baštine u Aziji i Oceaniji 2011. godine, i to kao miješoviti lokalitet kulturne i prirodne svjetske baštine.
Veliki broj filmova snimljen je u Wadi Rumu, između ostalih "Lawrence od Arabije" 1962., "Crveni planet" 2000. i "Marsovac" 2015.

## Ime
Wadi Rum u prijevodu je "dolina (lakog, prozračnog) pijeska" ili "rimska dolina" - potonja zbog prisutnosti rimskih ruševina na tom području.

## Povijest
Wadi Rum je bio naseljen mnogim ljudskim kulturama još od prapovijesti, a mnoge kulture - uključujući Nabateance- ostavile su svoj trag u obliku kamenih slika, grafita i hramova. Na zapadu je Wadi Rum možda najpoznatiji po svojoj povezanosti s britanskim časnikom T. E. Lawrencom koji se je u više navrata tamo nalazio tijekom Arapske revolucije 1917-18.

## Geografija
Područje je usredotočeno na glavnu dolinu Wadi Ruma. Najveća nadmorska visina u Jordanu je Jabal Umm al Dami s 1840 m (podaci SRTM 1854 m), a nalazi je 30 kilometara južno od sela Rum. S vrha se vidi Crveno more.
Jabal Ram ili Jebel Rum (gora visoka 1734 m) je drugi najvišji vrh Jordanije i najvišji vrh u srednjem Rumu.
Kanjon Khaz'ali u Wadi Rumu je grad petroglifa urezanih u pećinske zidove koji prikazuju ljude i antilope iz vremena Thamūda (drevna civilizacija u Hedjazu, poznata od 8. stoljeća prije Krista).

### Geologija
Krajolik je nastalo prije oko 30 milijuna godina. Geološki metež stvorio je ogromni jarak koji je zajedno s Wadijem Rumom stvorio Jordanski tektonski rov, Akvanski zaljev i Crveno more. Zbog erozije crveni pješčenjak, koji se nalazi na sivim bazaltu a ili granitu, izbrisan je od dosad viđenih bizarnih oblika. Postoje izvanredni kameni mostovi preko Jabal Burdah i Jabal Kahraz, koji su oko 30 km sjeverno od Wadi Ruma.
Zbog brojnih izvora vode nomadi su ga naseljavali još od kamenog doba. Kiša koja pada zimi može prodrijeti u porozni pješčenjak, zaustavi ga nepropusni sloj granita i izvire opet na raznim mjestima.

## Turizam
Wadi Rumov film iz 1962. godine "Lawrence of Arabia" pokrenuo je jordansku turističku industriju.

## U popularnoj kulturi
Posebno je privlačno je filmašima znanstvenofantastičnih filmova.
- Pogled s planine Rum
- Satelitski snimak
- Planina "Sedam stupova mudrosti"
- Prirodni luk
- Petroglifi Wadi Ruma

## Vanjske poveznice
- Wadi Rum Rock page
- Wadi Ruma[neaktivna poveznica]
- Galerija fotografija Wadi Ruma